# 1980 في المملكة المتحدة
فيما يلي قوائم الأحداث التي وقعت خلال عام 1980 في المملكة المتحدة.

## أحداث
- 30 أبريل – حصار السفارة الإيرانية

## سياسة

### انتهاء فترة المنصب
- 10 نوفمبر – جيمس كالاهان زعيم معارضة، زعيم حزب العمال.

## رياضة
- 1 يناير – بطولة ويمبلدون 1980
- 13 يوليو – جائزة بريطانيا الكبرى 1980 الفائز آلان جونز.

## ظهور
- 1 يناير – ثراش ميتال
- 1 يناير – جلام ميتال
- 1 يناير – دوم ميتال
- 1 يناير – روك بديل نوع موسيقى.
- 1 يناير – سينثبوب

## أفلام
من الأفلام التي صدرت هذه السنة في المملكة المتحدة:
- 1 يناير – الدمى من إخراج جيمس فراولي.
- 1 يناير – المرآة المتصدعة من إخراج غاي هاملتن.
- 1 يناير – توقيت سيء من إخراج نيكولاس رويغ.
- 17 مايو – حرب النجوم الجزء الخامس: الإمبراطورية تعيد الضربات من إخراج إيرفين كريشنر.
- 23 مايو – البريق من إخراج ستانلي كوبريك.
- 3 أكتوبر – الرجل الفيل من إخراج ديفيد لينش.
- 4 ديسمبر – سوبرمان 2 من إخراج ريتشارد ليستير، ريشارد دونر.

## برامج ومسلسلات وأنمي
- اعقل لغتك

## موسيقى

### أغاني
من الأغاني التي صدرت هذه السنة في المملكة المتحدة:
- 5 فبراير – كارز من غناء غاري نومان.

## مواليد

### يناير
- 2 يناير – ديفيد غياسي ممثل بريطاني.
- 8 يناير – سام رايلاي ممثل بريطاني.
- 18 يناير – روبرت غرين لاعب كرة قدم إنجليزي.
- 19 يناير – جنسن باتون سائق فورمولا 1 من المملكة المتحدة.
- 21 يناير – ديف كيتسون لاعب كرة قدم إنجليزي.
- 22 يناير – جوناثان وودغيت لاعب كرة قدم إنجليزي.
- 24 يناير – ريبيكا روميرو
- 30 يناير – لايلاني داودنغ

### فبراير
- 12 فبراير – أندرو سوليفان لاعب كرة سلة بريطاني.
- 19 فبراير – ديفيد غاندي عارض من المملكة المتحدة.
- 24 فبراير – ستوارت هول ملاكم من المملكة المتحدة.

### مارس
- 3 مارس – كاثرين واترستون
- 15 مارس – أولا أفولابي ملاكم من المملكة المتحدة.
- 18 مارس – صوفيا مايلز
- 29 مارس – روبرت أرشيبالد لاعب كرة سلة من المملكة المتحدة.

### أبريل
- 1 أبريل – جيمس أوكلاند لاعب كرة مضرب بريطاني.
- 10 أبريل – تشارلي هونام
- 14 أبريل – غرانت مكان
- 26 أبريل – مارلون كينج لاعب كرة قدم إنجليزي.
- 30 أبريل – سام هيوين

### مايو
- 1 مايو – دايفيد رايت لاعب كرة قدم.
- 2 مايو – زات نايت لاعب كرة قدم إنجليزي.
- 5 مايو – غرانت سميث لاعب كرة قدم من المملكة المتحدة.
- 6 مايو – ديفيد شيروود لاعب كرة مضرب بريطاني.
- 7 مايو – كيت لاولر
- 10 مايو – غافن ريس ملاكم من المملكة المتحدة.
- 22 مايو – تومي سميث لاعب كرة قدم إنجليزي.
- 22 مايو – لوسي جوردون
- 23 مايو – مارتن يوحنا لاعب كرة قدم كندي.
- 30 مايو – ستيفن جيرارد لاعب كرة قدم إنجليزي.

### يونيو
- 1 يونيو – ريندال مونرو ملاكم من المملكة المتحدة.
- 13 يونيو – داريوس فازيل لاعب كرة قدم إنجليزي.
- 29 يونيو – كاثرين جينكينز

### يوليو
- 8 يوليو – توم وليامز لاعب كرة قدم قبرصي.
- 18 يوليو – غاريث إيميري
- 20 يوليو – غافن وليامز لاعب كرة قدم ويلزي.

### أغسطس
- 5 أغسطس – واين بريدج لاعب كرة قدم إنجليزي.
- 6 أغسطس – داني كولينز لاعب كرة قدم ويلزي.
- 10 أغسطس – كينج باريت
- 11 أغسطس – دانييل لويد درّاج طريق من المملكة المتحدة.
- 15 أغسطس – ناتالي بريس ممثلة بريطانية.
- 18 أغسطس – مارك بورشيل
- 20 أغسطس – إنزو ماكارينيلي ملاكم من المملكة المتحدة.
- 23 أغسطس – جوان فروغات
- 28 أغسطس – راشيل كو
- 30 أغسطس – أشلي ثيوفاني

### سبتمبر
- 1 سبتمبر – روبرت لويد تايلور
- 1 سبتمبر – كريس ريغوت لاعب كرة قدم إنجليزي.
- 1 سبتمبر – لارا بولفر
- 12 سبتمبر – ستيفين كالدويل لاعب كرة قدم إنجليزي.
- 19 سبتمبر – أنتوني غاردنر لاعب كرة قدم إنجليزي.
- 19 سبتمبر – بنجامين ديفيز ممثل من المملكة المتحدة.
- 19 سبتمبر – جيمس أليسون متسابق دراجات نارية من المملكة المتحدة.
- 24 سبتمبر – فيكتوريا بندلتون
- 25 سبتمبر – أندي سميث لاعب كرة قدم أيرلندي شمالي.

### أكتوبر
- 5 أكتوبر – جيمس توسيلاند
- 12 أكتوبر – ليدلي كينغ لاعب كرة قدم إنجليزي.
- 13 أكتوبر – ديفيد هاي ملاكم من المملكة المتحدة.
- 13 أكتوبر – سكوت باركر لاعب كرة قدم إنجليزي.
- 14 أكتوبر – بن ويشا ممثل إنجليزي.
- 18 أكتوبر – إيستيل مغنية من المملكة المتحدة.
- 25 أكتوبر – إيد ويكس
- 26 أكتوبر – خالد عبد الله ممثل مصري.
- 28 أكتوبر – آلان سميث لاعب كرة قدم بريطاني.

### نوفمبر
- 7 نوفمبر – آدم كامبل ممثل إنجليزي.
- 9 نوفمبر – جايمس هاربر لاعب كرة قدم إنجليزي.
- 18 نوفمبر – بيتر هولمز لاعب كرة قدم إنجليزي.
- 28 نوفمبر – ستيوارت تايلور لاعب كرة قدم إنجليزي.
- 30 نوفمبر – جيمي أشدون لاعب كرة قدم إنجليزي.

### ديسمبر
- 4 ديسمبر – آدم نيوتون لاعب كرة قدم بريطاني.
- 7 ديسمبر – جون تيري لاعب كرة قدم إنجليزي.
- 13 ديسمبر – ألان راسيل لاعب كرة قدم اسكتلندي.
- 20 ديسمبر – أشلي كول لاعب كرة قدم بريطاني.

## وفيات

### يناير
- 1 يناير – بوبي هاربر (مواليد 1920) لاعب كرة قدم اسكتلندي.
- 1 يناير – سيريل وليامز (مواليد 1921) لاعب كرة قدم إنجليزي.

### فبراير
- 19 فبراير – بون سكوت (مواليد 1946)

### مارس
- 1 مارس – إيريك أوليفر (مواليد 1911) متسابق دراجات نارية من المملكة المتحدة.
- 1 مارس – ديكسي دين (مواليد 1907) لاعب كرة قدم إنجليزي.

### أبريل
- 3 أبريل – إدوارد بولارد (مواليد 1907) فيزيائي من المملكة المتحدة.
- 29 أبريل – ألفريد هتشكوك (مواليد 1899)

### مايو
- 8 مايو – تشارلز إدوارد هوبارد (مواليد 1900)
- 14 مايو – هوق غريفيث (مواليد 1912)
- 18 مايو – إين كورتيس (مواليد 1956)

### يونيو
- 24 يونيو – تومي جونز (مواليد 1907) لاعب كرة قدم إنجليزي.
- 27 يونيو – غوردون ساذرلاند (مواليد 1907) فيزيائي بريطاني.

### يوليو
- 23 يوليو – أوليفيا مانينغ (مواليد 1908)
- 24 يوليو – بيتر سلرز (مواليد 1925) بتنحجنبانملنط.

### سبتمبر
- 16 سبتمبر – غيرالد فيرنير (مواليد 1897) كاتب من المملكة المتحدة.

### نوفمبر
- 4 نوفمبر – جوني أوين (مواليد 1956) ملاكم من المملكة المتحدة.
- 6 نوفمبر – ليونيل سميث (مواليد 1920) لاعب كرة قدم إنجليزي.
- 17 نوفمبر – ديفيد مار (مواليد 1945)

### ديسمبر
- 3 ديسمبر – أوزوالد موزلي (مواليد 1896) سياسي من المملكة المتحدة.
- 8 ديسمبر – جون لينون (مواليد 1940)
- 15 ديسمبر – جيمس إل توك (مواليد 1910) فيزيائي بريطاني.